# 아베 겐키

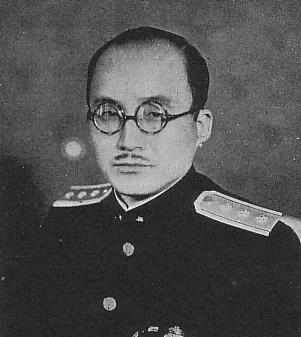
경시총감 재임 당시의 아베.

아베 겐키(일본어: 安倍源基, 1894년 2월 14일 ~ 1989년 10월 6일)는 일본 제국의 내무관료, 전후 일본의 변호사이다. 경시청 특별고등경찰부장, 경시총감, 내무대신을 지냈다.
아베는 1894년, 야마구치현에서 태어나, 1920년 도쿄 제국대학 법학부를 졸업하고, 내무성에 들어갔다. 1932년, 경시청에서 초대 특별고등경찰부장이 되었으며, 사회주의자와 공산주의자들을 엄격히 다스려 잡아들였기 때문에 "빨갱이 잡는 아베"라는 이름으로 위세를 떨쳤다. 1936년 2·26 사건 당시에는 특별고등경찰 부장으로, 계엄 회의의 구성원이었다. 그 후, 내무성 보안 과장, 내무성 경보국장, 내무성 경시총감을 지냈다.
1941년, 기획원 차장이 되었고, 태평양 전쟁 말기인 1945년, 스즈키 간타로 내각에서 내무대신 및 기획원 총재가 되었다. 그는 도요다 소에무 등과 함께 포츠담 선언 수락에 반대했던 것으로 전해지고 있다.
제2차 세계 대전 후, A급 전범 용의자 가운데 한 명으로 기소되었지만, 도조 히데키를 비롯한 7명의 처형이 끝나고, 점령 정책의 전환으로 불기소가 되어 석방되었다. 석방된 후에는 기시 노부스케, 기무라 도쿠타로 (木村篤太郎) 등과 함께 신일본 협의회를 결성하고 대표 이사가 되었다. 후에 전국경우회 연합회 회장, 도쿄 도 경우회 회장을 역임하고, 종3위훈1등(従三位勲一等) 을 받았다.
1956년, 제4회 참의원 의원 통상 선거에 자유민주당 공인으로 야마구치 지방구에 입후보했으나 낙선하였다. 1989년에 사망하였다.

## 같이 보기
- 특별고등경찰